# TAT-14
TAT-14 является трансатлантической линией 14-го поколения. Запущена в эксплуатацию в 2001 году, с использованием спектральных уплотнителей. Кабельная система построена из нескольких пар волокон, работающих в одном направлении. Хотя оптические волокна способны передавать в обоих направлениях одновременно, однако для надежности это не реализовано. TAT-14 использует четыре пары волокон — 2 пары в качестве активных и 2 в качестве резервных. В каждой волоконной паре распространяются 16 длин волн в одном направлении, и каждая волна несёт STM-64 (9621504 кбит/с в качестве полезной нагрузки). Сегодня система соединяет США и Европейский союз (Великобритания, Франция, Нидерланды, Германия и Дания). Повторители EDFA в TAT-14 стоят каждые 50-70 км.  Максимальная пропускная способность:  1280 Гбит/сек.

## Поломки
В ноябре 2003 TAT-14 был повреждён, что вызвало проблемы в предоставлении услуг Интернета в Великобритании.